# Masar-e Scharif
Masar-e Scharif (persisch مزار شريف, DMG Mazār-i Šarīf, ‚Schrein des Edlen‘) ist die Hauptstadt des gleichnamigen afghanischen Distrikts und der Provinz Balch. Masar-e Scharif ist die viertgrößte Stadt in Afghanistan. Die Einwohnerzahl betrug 1979 (Zensus) 103.372 und im Jahr 2022 etwa 516.400.
Übersetzt bedeutet der Name der Stadt Wallfahrtsort des Edlen und bezieht sich auf die u. a. hier vermutete Grabstätte von ʿAlī ibn Abī Ṭālib, Cousin und Schwiegersohn Mohammeds, der sowohl von Sunniten, Schiiten als auch Aleviten geehrt wird. Masar-e Scharif gilt hierdurch als bedeutendster Wallfahrtsort Afghanistans und als heilige Stadt des Islam.
In Masar-e Scharif waren bis Mitte 2021 Einheiten der Bundeswehr stationiert (siehe Deutsche Beteiligung am Krieg in Afghanistan).

## Geografie

### Lage innerhalb Afghanistans
9 Kilometer westlich des Stadtkerns fließt der Fluss Balch und bildet in seiner Umgebung eine Gebirgsflussoase. Nahezu parallel zu den geografischen Breitengraden erstrecken sich wenige Kilometer von der Stadt entfernt im Süden die Ausläufer des Marmalgebirges, selbst ein Ausläufer des Hindukuschs. Rund 100 Kilometer östlich fließt der Kundus. Im Norden von Masar-e Scharif, etwa in 56 Kilometern Entfernung, befindet sich die Staatsgrenze zu Tadschikistan, die durch den Verlauf des Amudarja markiert ist. Am Nordufer des Amudarja liegt die usbekische Großstadt Termiz, welche über die Brücke der Freundschaft erreicht werden kann. Die afghanische Hauptstadt Kabul liegt zirka 300 Kilometer südöstlich.
In Masar-e Scharif gilt die Zonenzeit UTC+4:30. Masar-e Scharif liegt in einer der fruchtbarsten Regionen des Landes. Angebaut werden Baumwolle, Tabak, Getreide, Gemüse, Melonen und Obstbaumkulturen.

### Klimatabelle
|                       | Jan  | Feb  | Mär  | Apr  | Mai  | Jun  | Jul  | Aug  | Sep  | Okt  | Nov  | Dez  |   |      |
| Mittl. Tagesmax. (°C) | 8,0  | 10,7 | 16,3 | 24,3 | 31,2 | 37,0 | 38,9 | 36,9 | 31,9 | 24,7 | 16,4 | 10,8 | ⌀ | 24   |
| Mittl. Tagesmin. (°C) | −2,1 | 0,0  | 5,1  | 11,3 | 16,6 | 22,5 | 25,9 | 23,8 | 17,1 | 9,4  | 3,2  | 0,0  | ⌀ | 11,1 |
|                       |      |      |      |      |      |      |      |      |      |      |      |      |   |      |
| Niederschlag (mm)     | 29   | 35   | 44   | 28   | 11   | 1    | 0    | 0    | 1    | 4    | 14   | 22   | Σ | 189  |
|                       |      |      |      |      |      |      |      |      |      |      |      |      |   |      |
| Sonnenstunden (h/d)   | 3,9  | 4,2  | 5,1  | 6,5  | 9,7  | 11,8 | 11,8 | 10,7 | 9,9  | 7,2  | 5,8  | 4,0  | ⌀ | 7,6  |
|                       |      |      |      |      |      |      |      |      |      |      |      |      |   |      |
| Regentage (d)         | 5    | 6    | 7    | 7    | 2    | 1    | 0    | 0    | 0    | 1    | 3    | 4    | Σ | 36   |
|                       |      |      |      |      |      |      |      |      |      |      |      |      |   |      |
| Luftfeuchtigkeit (%)  | 79   | 77   | 72   | 64   | 44   | 27   | 25   | 24   | 28   | 41   | 62   | 75   | ⌀ | 51,4 |

| −2,1 |

| 0,0 |

| 5,1 |

| 11,3 |

| 16,6 |

| 22,5 |

| 25,9 |

| 23,8 |

| 17,1 |

| 9,4 |

| 3,2 |

| 0,0 |

| −2,1 |

| 0,0 |

| 5,1 |

| 11,3 |

| 16,6 |

| 22,5 |

| 25,9 |

| 23,8 |

| 17,1 |

| 9,4 |

| 3,2 |

| 0,0 |

## Geschichte

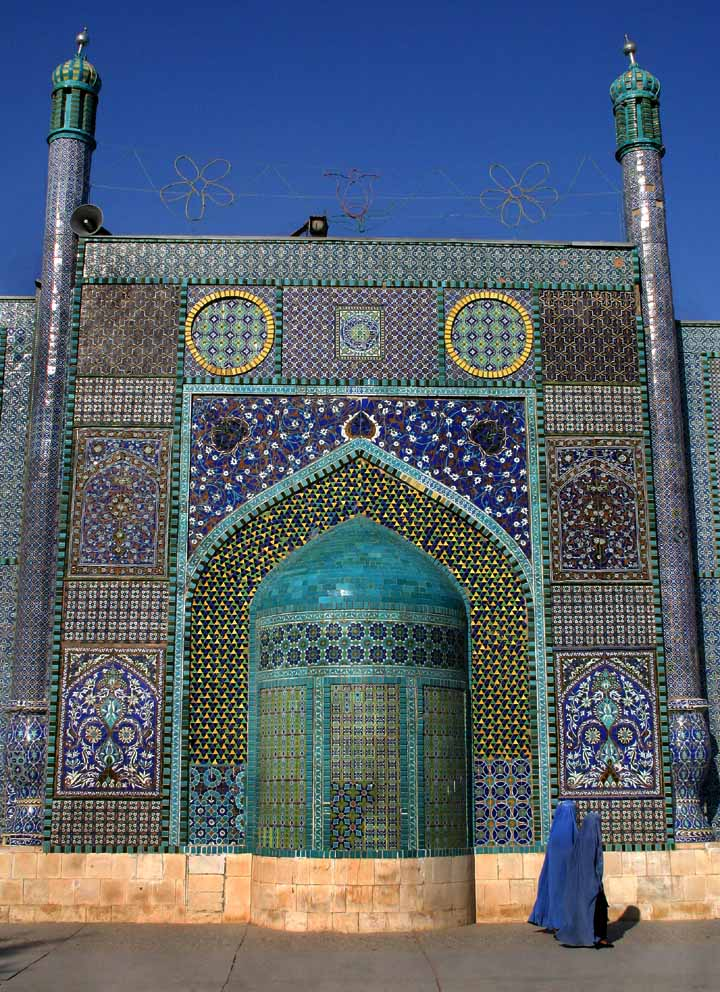
Masar-e Scharif

Auf dem Gebiet von Masar-e Scharif befand sich die Landschaft Baktrien, selbst ein Teil der antiken Region Chorasan. Masar-e Scharif war zu jener Zeit ein Vorort der damals bedeutenden Stadt Baktra, dem heutigen Balch (seit ca. 1700 ist es umgekehrt).
Nach dem Beginn des sowjetischen Einmarschs in Afghanistan kam Masar-e Scharif ab Mitte der 1980er Jahre unter den Einfluss von Abdul Raschid Dostum, der dort für die sowjetischen Truppen den Nachschub- und Versorgungsweg in die Sowjetunion sicherte. Nach deren Abzug gründete er die Dschunbisch-i Mill, die im folgenden afghanischen Bürgerkrieg auf verschiedenen Seiten kämpfte und seine Machtposition in der Stadt weiter festigte.
In der Stadt begründete Dostum am 21. März 1992 mit Ahmad Schah Massoud und anderen die Nationale Islamische Vereinigte Front zur Rettung Afghanistans, auch bekannt als Nordallianz.
Nach der Übernahme der Macht in Afghanistan durch die Taliban blieb Masar-e Scharif noch bis 1998 unter Kontrolle Dostums. Zwischen Mai und Juli 1997 versuchten die Taliban mehrfach, die Stadt unter ihre Kontrolle zu bringen, scheiterten jedoch zunächst. Es gibt Berichte von Massakern der Taliban an der Bevölkerung nach der Einnahme der Stadt am 8. August 1998.
Bei der Eroberung von Masar-e Scharif am 9. November 2001 wurde die Stadt von der Nordallianz mit Hilfe von US-amerikanischen Truppen zurückgewonnen. Von September 2005 bis Juni 2021 betrieb die Bundeswehr hier, zusammen mit Norwegern und anderen Nationen, das Camp Marmal, ihr flächenmäßig größtes Feldlager in Nordafghanistan. In der Stadt lag auch ein Provincial Reconstruction Team.
Am Abend des 10. November 2016 verübten Taliban mit einer Lastwagenbombe einen Sprengstoffanschlag auf das deutsche Konsulat. In Folge des Anschlags starben mindestens sechs Menschen; mehr als 120 wurden verletzt.
Mitte August 2021 nahmen die Taliban bei ihrer landesweiten Offensive auch Masar-e Scharif ein. Zuvor hatten Milizionäre um Raschid Dostum und Atta Mohammad Noor den Taliban noch Widerstand geleistet.

## Demografie und Bevölkerung
Die Bevölkerung setzt sich mehrheitlich aus Tadschiken zusammen. Außerdem wird Masar-e Scharif von vielen Hasara, Paschtunen, Turkmenen und Usbeken bewohnt.

## Politik und öffentliche Verwaltung

Distrikte der Provinz Balch (hier ‚Balkh‘)

Der Distrikt Masar-e Scharif umfasst hauptsächlich das Stadtgebiet von Masar-e Scharif, der Verwaltungsstatus ist mit dem einer kreisfreien Stadt vergleichbar.
Masar-e Scharif ist Sitz des Gouverneurs der Provinz Balch. In der Stadt befindet sich außerdem das Zentrum eines provinziellen Direktoriums des afghanischen Ministeriums für Drogenbekämpfung.

Die ‚Partei der nationalen Einigkeit Afghanistans‘ (Hib-e-Paiwand-e-Mehanee Afghanistan) hat ihren Hauptsitz in Masar-e Scharif.
Bei der Präsidentschaftswahl in Afghanistan 2009 gaben laut der Unabhängigen Wahlkommission Afghanistans insgesamt 96.461 Wahlberechtigte im Distrikt Masar-e Scharif eine gültige Stimme ab. Die drei meistgewählten Kandidaten waren:
- Abdullah Abdullah mit 41.359 Stimmen (42,9 %)
- Hamid Karzai mit 33.122 Stimmen (34,3 %)
- Ramasan Bashardost mit 17.489 Stimmen (18,1 %)[11]

## Infrastruktur

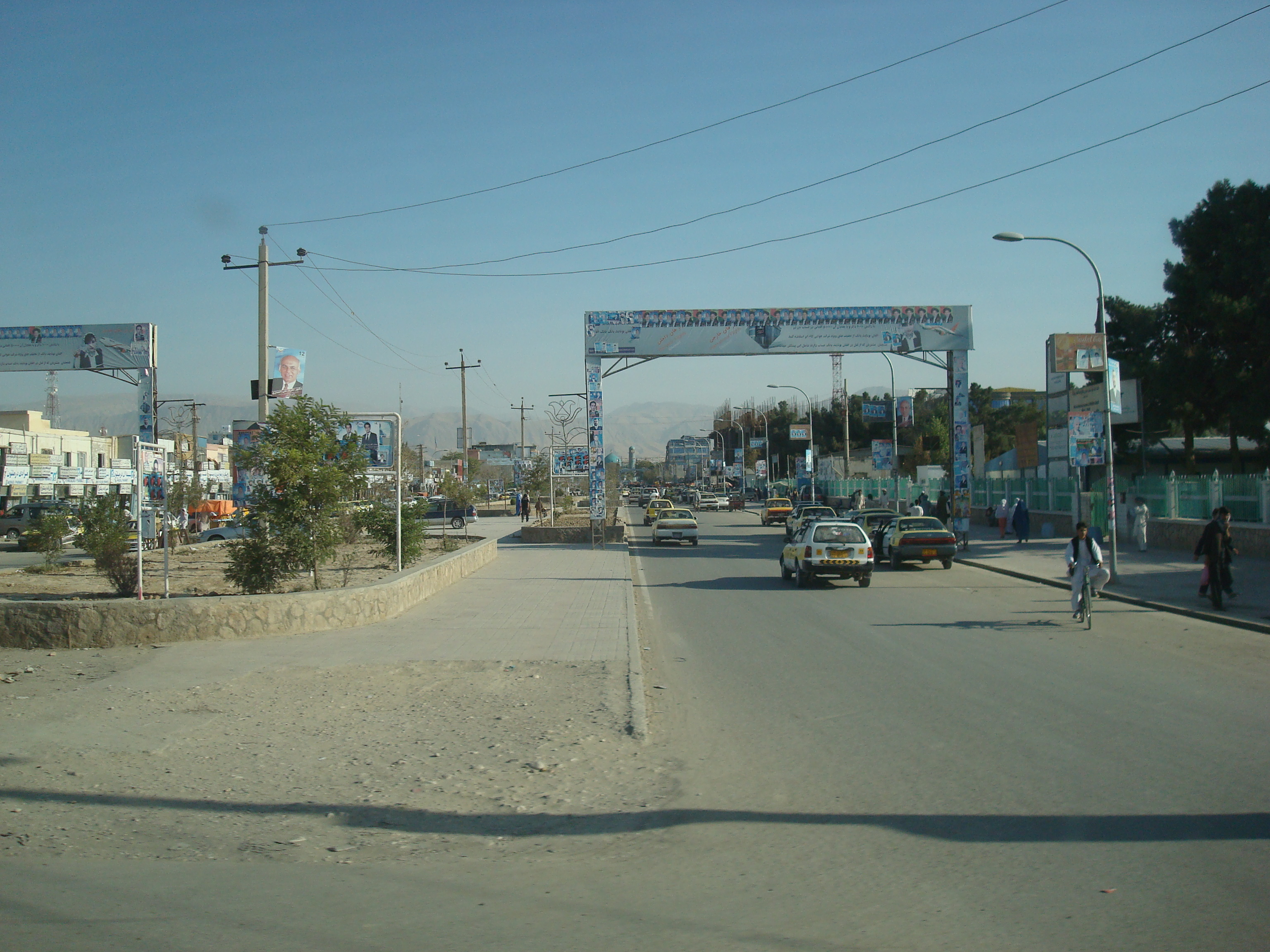
Hauptverkehrsachse mit Blauer Moschee am Ende

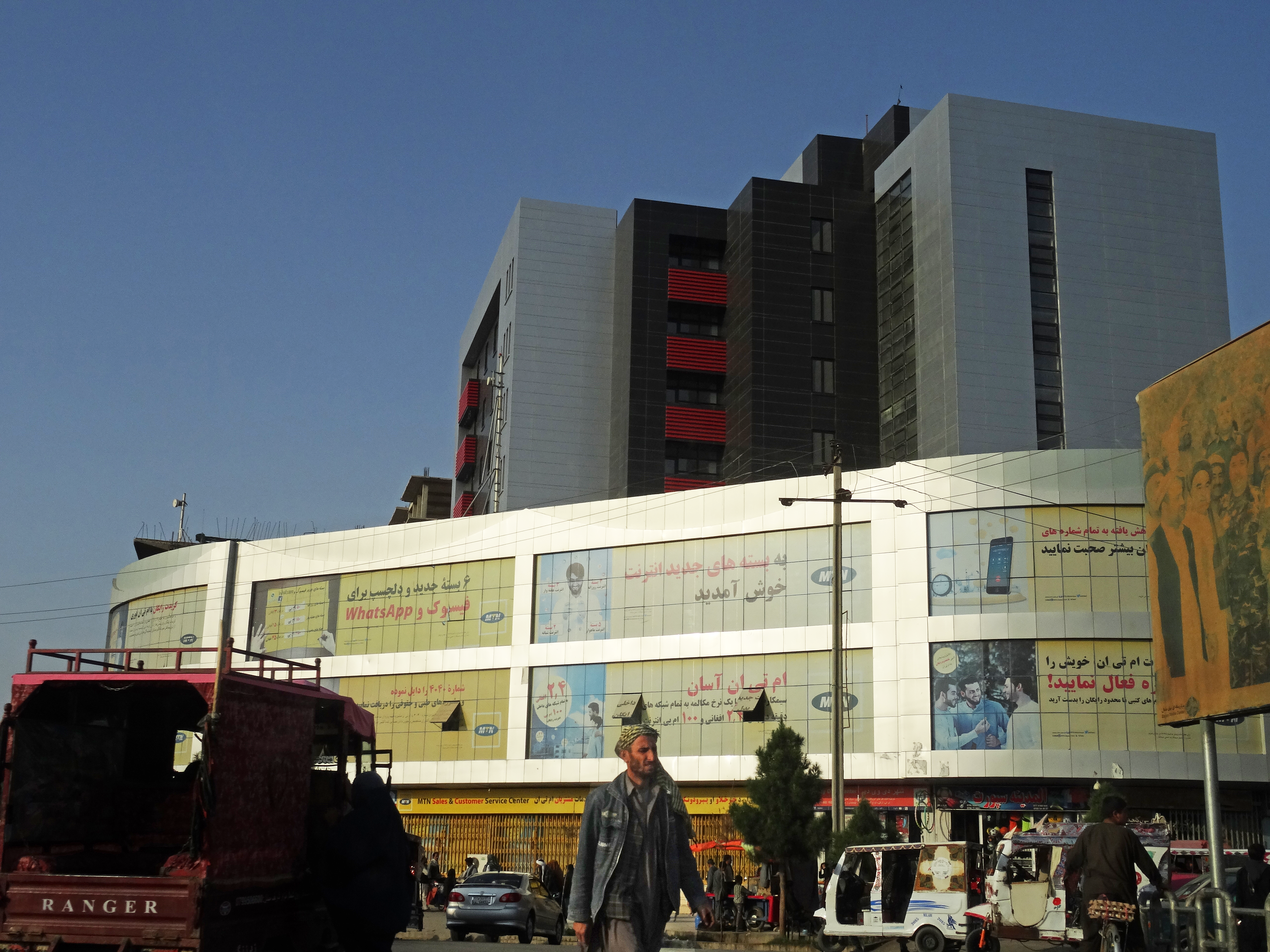
Modernes Gebäude in der Innenstadt

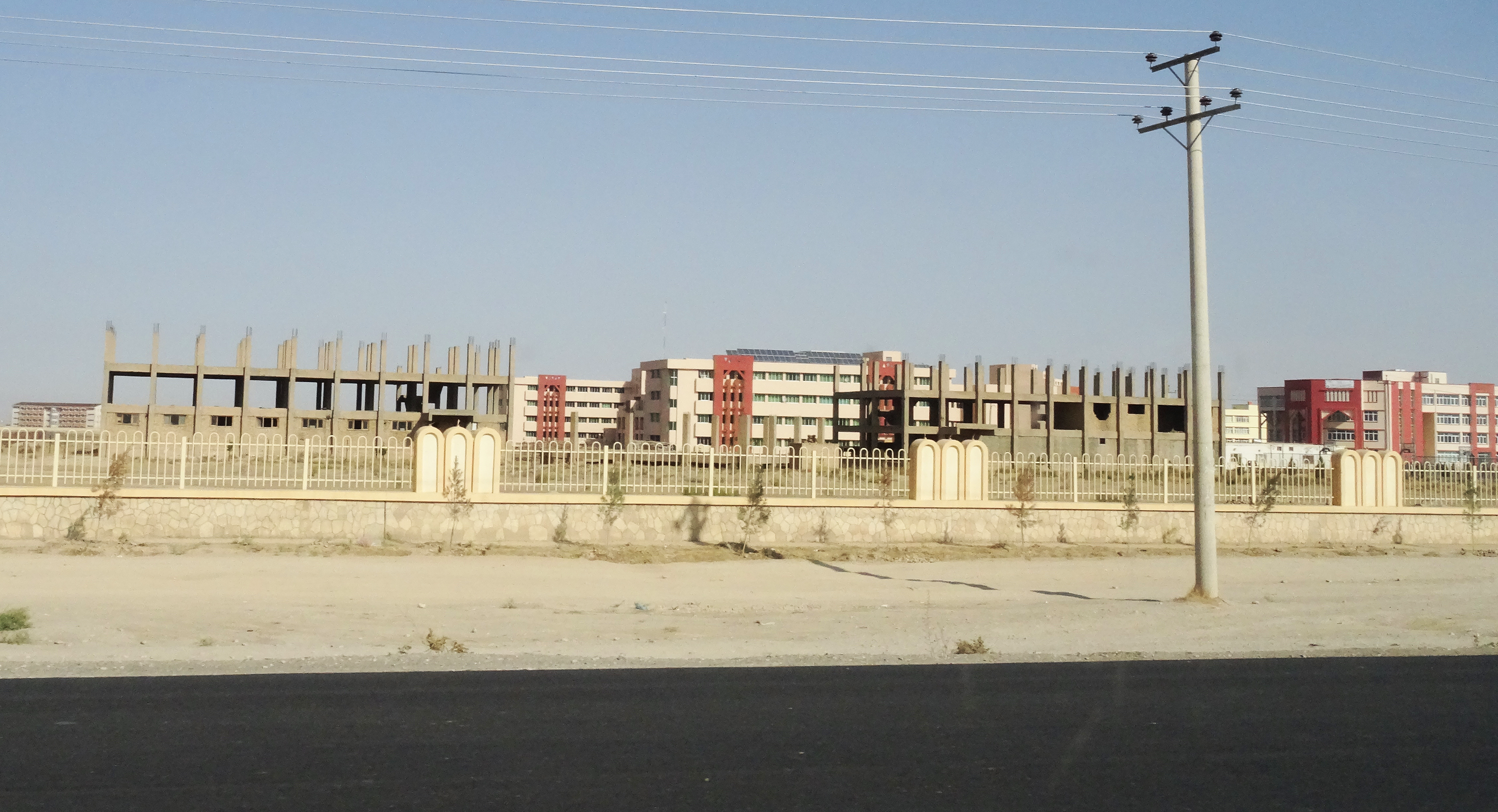
Gebäude der Universität von Balch

### Verkehr
Scheberghan liegt am Ufer des Darya-ye Safid-Flusses, etwa 130 km westlich von Masar-e Scharif an dem zentralen nationalen Straßenring Herat-Kandahar-Kabul-Masar-e Scharif-Scheberghan-Maimana-Herat.

#### Schienenverkehr
Seit Mai 2010 befindet sich eine eingleisige Eisenbahnstrecke zwischen Hairatan und Masar-e Scharif in Bau, um die bereits bestehende Bahnstrecke zwischen Hairatan und Termiz bis zum Flughafen Masar-e Scharif zu verlängern. Nach der Fertigstellung wäre sie die erste intakte Bahnstrecke seit 1929, die nicht an einem afghanischen Bahnhof in Grenznähe endet. Das beauftragte Unternehmen für den Bau ist die staatliche usbekische Eisenbahngesellschaft.

#### Luftverkehr
Acht Kilometer östlich der Stadt befindet sich der Flughafen Masar-e Scharif. Dieser verfügt über einen militärischen Teil, der im Rahmen der Mission Resolute Support genutzt wurde, und einen nicht-militärischen Teil, der u. a. Bedeutung als Zwischenstation für Pilgerreisen nach Mekka hat.

Die Bundeswehr erklärt: 

„Aber auch rund 12.000 zivile und militärische Flugbewegungen neben den geschwadereigenen Flugbewegungen wurden professionell und vor allen Dingen unfallfrei kontrolliert. Die Anzahl der Flugbewegungen entspricht hier in Mazar-e Sharif mittlerweile in etwa denen des Flughafens in Nürnberg.“

### Elektrische Energie
In Masar-e Scharif befindet sich ein Wärmekraftwerk, das mit Erdgas aus Scheberghan und Turkmenistan betrieben wird.
Außerdem verfügt die Stadt über ein Umspannwerk mit einer Anschlussleistung von max. 16 Megavoltampere. Dieses Werk ist ein Teil des North East Power System (,nordöstliches Energiesystem‘) und unterstützt u. a. die Energieversorgung von Kabul.

### Bildungseinrichtungen
In Masar-e Scharif befindet sich die Universität von Balch (persisch دانشگاه بلخ, DMG Dānišgāh-i Balḫ) mit Fakultäten für Ingenieurwissenschaften, Geschichte und Literatur, Agrarwissenschaft, Medizin, Recht und Politik, Verwaltungswissenschaften sowie Pädagogik.

### Medizinische Einrichtungen
Einschließlich des Flughafengeländes stehen vier größere Krankenhäuser und sieben medizinische Zentren mit unterschiedlichen Kapazitäten zur Verfügung (2005), darunter eine der wenigen psychiatrischen Kliniken des Landes.

### Kampfmittelbeseitigung
Mehrere Mine clearance agencies („Minenräum-Organisationen“) haben in Masar-e Scharif eine Zweigstelle, um die Entschärfung und Entsorgung von Landminen, die vor allem aus der Zeit des sowjetisch-afghanischen Krieges stammen, zu koordinieren. Das nahe der Stadt stationierte Einsatzgeschwader Mazar-e Sharif der Bundeswehr setzte eine Kampfmittelbeseitigungs-Einheit ein, um Landminen und Blindgänger unschädlich zu machen.

### Militärische Infrastruktur
Rund zehn Kilometer östlich des Stadtzentrums befand sich das Camp Marmal der internationalen Ausbildungsunterstützung Resolute Support. Bis Juni 2021 war es das größte Feldlager der Bundeswehr außerhalb Deutschlands.
Der zuständige Umkreis für den Objektschutz betrug mindestens 30 Kilometer.

Hier lagerte auch ein Provincial Reconstruction Team („regionale Wiederaufbaugruppe“). Es unterstützte sowohl staatliche als auch nichtstaatliche Projekte in den Bereichen Bildung, Verkehrsinfrastruktur, medizinische Versorgung und Ausbildung von Polizeikräften.

### Wirtschaft
Masar-e Scharif liegt in einer der Regionen des Landes, in denen die Produktion von Schlafmohn zur Weiterverarbeitung zu Opium und Heroin eingestellt wurde (2009).

## Kultur und Sport
Buzkashi ist ein beliebter Sport in Masar-e Scharif. Hierbei treten mehrere Reiter gegeneinander an, um zu dem Leib einer toten Ziege zu gelangen und diesen als Erster zu einem vorher festgelegten Punkt zu bringen. Zum Abschluss kommt es zu einem paiga genannten Wettrennen. Eine einzige Partie Buzkashi kann sich über mehrere Tage erstrecken.
Jedes Jahr wird am 21. März das Frühlings- und Neujahrsfest نو روز (Nouruz ‚neuer Tag‘) begangen, welches in Masar-e Scharif den Namen Mela-ye Gol-e Surch (,Fest der roten Blumen‘, gemeint sind Mohnblumen) trägt und das größte seiner Art in Afghanistan ist. Das besonders hier zelebrierte Lied zu dem Fest heißt Molla Mammad Jaan.

## Bekannte Personen
Söhne und Töchter der Stadt

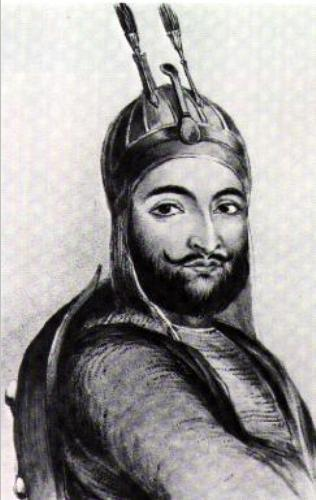
Zeichnung von Mohammed Akbar (vor 1913)

- Zalmay Khalilzad (* 1951), Sonderberater des US-Außenministeriums für Afghanistan, später US-Botschafter in der UNO
- Sada Sultani (* 1989), Lyrikerin
- Morsal Obeidi (1991–2008), sog. „Ehrenmordopfer“, verstarb in Hamburg
- Hussein Carneil (* 2003), afghanisch-schwedischer Fußballspieler

Weitere Personen
- Mohammed Akbar (1813–1845), Militärführer im Ersten Anglo-Afghanischen Krieg, liegt hier begraben[29]